# Karl Romeis
Karl Romeis (* 1. März 1895 in München; † 15. Juni 1960 ebenda) war ein deutscher Bildhauer.

## Leben und Werk
Romeis wurde als Sohn des seit 1886 an der Königlichen Kunstgewerbeschule München als ordentlicher Professor lehrenden Architekten Leonhard Romeis (1854–1904, Hauptwerk: katholische Pfarrkirche St. Benno München) geboren. Er besuchte die Realgymnasien in Wasserburg am Inn und München. Am 1. Weltkrieg nahm er als Kriegsfreiwilliger teil. Er wurde zunächst als Artillerist, später als Flieger und Staffeloffizier verwendet. Bei einem Luftkampf wurde er schwer verwundet. Diese Verwundung führte zu einem dauerhaften Gehörverlust auf einem Ohr.

### Frühe Arbeiten
Nach Kriegsende setzte er seine bereits während seiner Gymnasialschulzeit begonnenen Studien an der Kunstgewerbeschule München bei Hans Schwegerle und Heinrich Waderé fort. In der Klasse von Schwegerle lernte er auch seine spätere Frau Maria Laura Johanna Theodolinde von Bomhard (* 4. Mai 1898 in München; ⚭ 1923; † 1. November 2002 ebenda) kennen, die eine Enkelin des Verwaltungsjuristen Ludwig von Bürkel und eine Ur-Enkelin des Genremalers Heinrich Bürkel war. Von 1921 bis 1928 studierte er an der Akademie der Bildenden Künste München im Fach Bildhauerei zunächst bei Balthasar Schmitt und später bei Hermann Hahn, der ihn maßgeblich beeinflusste.
Seine ersten Werke, wie beispielsweise der weibliche Kopf Malayin (1920), zeigen noch eine Unentschiedenheit zwischen Idealismus und Realismus. 1920/21 entstand die Porträtbüste von Mia Orff, der Schwester des Komponisten Carl Orff. Die Terrakotta-Büste steht heute in der Städtischen Galerie im Lenbachhaus. Sie wurde 1962 vom Bruder des Künstlers angekauft, der in den 1920er Jahren das Geld für den Gipsabguss vorstreckte und als Gegenleistung einen Abguss erhielt.

### Arbeiten zur Zeit des 2. Weltkriegs
Gleich zu Beginn des 2. Weltkriegs wurde Romeis als Offizier der Reserve zum Kriegsdienst zum Luftgau VII nach Frankreich eingezogen. Er war von 1940 bis August 1944 als Kartenzeichner im Stab von Generalfeldmarschall der Luftwaffe Hugo Sperrle tätig. Sperrle war Romeis freundschaftlich verbunden. Romeis schuf 1939 ein Porträt des Generalfeldmarschalls in Bronze. Sperrle vermittelt Romeis auch einen Auftrag für Hermann Göring. Romeis sollte eine Kopie der monumentalen Jeanne-d’Arc-Figur in der Kathedrale von Reims anfertigen. Am Kriegsende geriet er in englische Kriegsgefangenschaft.

### Spätwerk

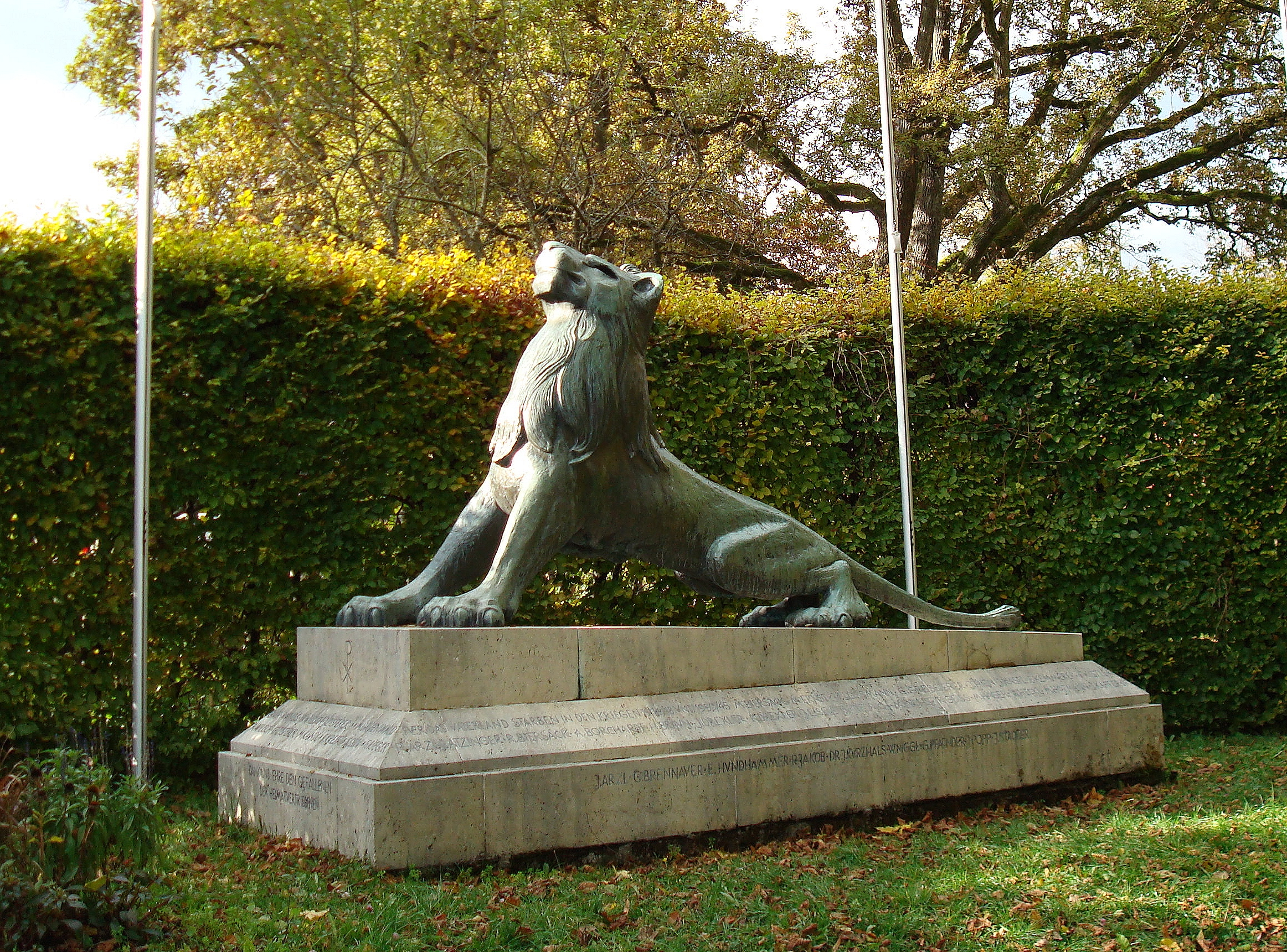
Kriegerdenkmal in Feldafing

Nach seiner Entlassung aus der Kriegsgefangenschaft kehrte er in sein unzerstörtes Atelier in der Ismaninger Str. 76 in München zurück. Bereits im April 1946 erhielt er eine vorläufige Arbeitsgenehmigung. Er arbeitet überwiegend für private Auftraggeber und hielt sich mit anderen kleinen dekorativen Arbeiten über Wasser. 1953 erhielt er den Auftrag für das Kriegerdenkmal in Feldafing am Starnberger See, das er als verwundeten bayerischen Bronzelöwen ausgestaltete. Seine letzten großen Auftrag, die Kreuzwegstationen für die Katholische Pfarrkirche St. Augustinus in Hameln, erhielt er 1958. Allerdings verschlechterte sich Anfang 1960 sein Gesundheitszustand rapide, so dass er nur sieben der geplanten vierzehn Stationen selber vollenden konnte. Er starb am 18. Juni in München an einem Herzinfarkt. Er liegt auf dem Bogenhausener Friedhof begraben.

## Werke
Romeis arbeitete in Holz und Stein. Eine Auswahl seiner Werke:
- Eine Veteranenvereinigung beauftragte Romeis zu Ehren der gefallenen Kameraden des Königlich-Bayerischen 6. Infanterie-Regiments „Kaiser Wilhelm, König von Preußen“ eine steinerne Skulptur der heiligen Barbara von Nikomedien zu schaffen, die auch Schutzpatronin der Artillerie ist. Die Figur wurde an der Südseite der ehemaligen Friedhofskapelle St. Stephan des Alten Südlichen Friedhofs in München aufgestellt und am 22. Mai 1932 feierlich enthüllt.[1]
- Eine von Romeis 1933 geschaffene Büste von Johann Michael Sailer wurde zunächst im Lichthof der Universität München aufgestellt und am 14. Juni 1933 feierlich enthüllt. Sie befindet sich seit 1996 in den Räumen des Seminars für Bayerischen Kirchengeschichte der Katholisch-Theologischen Fakultät der Universität München.[5]